# 漆汝翼
漆汝翼（1524年—1559年），字行甫，號南隅，湖廣岳州府巴陵縣人，軍籍，明朝政治人物。

## 生平
乙卯科（1555年）湖廣鄉試第二十四名舉人。嘉靖三十五年（1556年）中式丙辰科三甲第一百五十二名進士。吏部观政。授河南彰德府推官，三十八年卒。

## 家族
曾祖漆桂；祖父漆希顥；父漆星，母陳氏。兄汝器（生员）、弟汝礪、汝赓、汝賓。